# Synchronisation menstruelle
Pour les articles homonymes, voir McClintock.
La synchronisation menstruelle, aussi appelée effet McClintock ou encore phénomène du dortoir, est l'hypothèse selon laquelle les cycles menstruels de femmes vivant ensemble, en particulier en communauté fermée, se synchroniseraient au fil du temps.
Cette théorie, ancrée dans la croyance populaire, reste controversée parmi la communauté scientifique. Alors que des erreurs méthodologiques ont été relevées dans les études constatant le phénomène et que d'autres études n'ont pas mesuré cet effet, une revue de 2013 conclut à l'absence probable d'existence du phénomène.
On rapproche souvent l'effet McClintock de l'effet Whitten (en), son équivalent animal constaté entre autres sur les souris. Cependant, les études constatant cet effet chez les animaux non-humains ont également été critiquées.

## Présentation
Découvert par Martha McClintock en 1971, le phénomène a par la suite été étudié à de nombreuses reprises et a été confirmé par certaines études mais également infirmé par d'autres. Par ailleurs, plusieurs critiques des études concluant à l'existence du phénomène ont été formulées, pointant des biais dans la méthodologie et indiquant que l'effet mesuré pourrait être un artefact,,,. Plusieurs études tenant compte des critiques concernant la méthodologie des études précédentes n'ont pas trouvé d'effet notable,,.
Finalement, une revue de la littérature scientifique réalisée en 2013 conclut « qu'en l'absence de preuve empirique de la synchronisation menstruelle stricto sensu, il semble que l'avis largement répandu sur la question devrait être au doute concernant l'acceptation de cette hypothèse plutôt que son acceptation ».
L'observation de ce phénomène par la population peut s'expliquer par la chance élevée pour deux femmes d'avoir leurs menstruations en même temps (environ 25 %), ainsi que des phases de synchronisation et désynchronisation entre deux femmes ayant des cycles de durée différente.